# Горностай, Самуил Иеронимович
Самуил Иеронимович Горностай (пол. Samuel Hornostaj; ум. 1618) — государственный и военный деятель Речи Посполитой, подкоморий киевский. Известен прежде всего жестоким погромом Чернигова в 1610 году.

## Биография
Происходил из влиятельного западнорусского шляхетского рода Горностаев герба Гипоцентавр. Единственный сын ротмистра королевской хоругви Иеронима Горностая и Беаты Лясоты. О дате рождения Самуила мало сведений, но на момент смерти отца в 1600 году он был молодым человеком, не достигшим 24 лет. Поэтому по завещанию отца над имуществом было установлена опека, ведущую роль в которой играла мать и отчим князь Януш Порицкий. Учился в Нидерландах и Германии.
Самуил Горностай часто упоминается в сеймовых конституциях в связи с различными поручениями. 1601 становится ротмистром королевской хоругви. В 1602 году назначается подкоморием киевским. В дальнейшем практически постоянно находился в Киевском воеводстве. В 1601-1611 годах несколько раз был послом в сейме от этого воеводства.
В 1609 году получил привилегию от короля Сигизмунда III на сбор мостовой пошлины на реке Ирпень. В то же время с оружием боролся против нападений на свои владения княгини Софии Ружинской, на чьи владения также совершил несколько нападений.
Был активным сторонником кальвинизма. Основал протестантские общины в Козаровичах и Лещине. В то же время поддерживал православные братства (прежде всего Люблинское), в которых видел союзников против распространения католичества.
После начала русско-польской войны 1609-1618 годов участвовал в походах Гонсевского и Жолкевского против Русского царства. В марте 1610 года во главе отряда Речи Посполитой хитростью захватил Чернигов. Его воины под видом рыбаков проникли в крепость, что привело к захвату и сожжению Чернигова. Уцелевшее местное население разбежалось по соседним городам. Погром города был настолько всеобъемлющим, что хронисты сравнивали его с погромом времён Батыева нашествия. Горностай пытался вывезти даже тяжёлые колокола Елецкого монастыря, но это ему не удалось. Чернигов пустовал вплоть до 1620-х годов.
Летом 1610 года Горностай участвовал в битве под Клушином и вместе с Гонсевским вошёл в Москву.
В 1613 году король предоставил ему в пожизненное владение Демидов под Киевом.
В 1615 году назначен комиссаром на переговоры с русскими представителями, которые продолжались до лета 1616 года. В 1616 году получил привилегию на Чернигов со Слабинским и Шестовицким городищами. Пытался возродить Чернигов, но не завершил данное дело из-за участия в новом походе.
В 1617 Самуил Горностай принимал участие в походе королевича Владислава на Москву. Участвовал в захвате Вязьмы и Козельска. Был участником осады и боёв под Москвой. В одном из них погиб в 1618 году.

## Семья
Жена — Теофилия, дочь Адама Горайского
Дети: 
- Михаил (? -1637)
- Анна, жена Рафала Лещинского
- Гальшка-Елизавета, жена Андрея Дрогойовского